# Poullignac
Poullignac is een gemeente in het Franse departement Charente (regio Nouvelle-Aquitaine) en telt 80 inwoners (2009). De plaats maakt deel uit van het arrondissement Angoulême.

## Geografie
De oppervlakte van Poullignac bedraagt 8,8 km², de bevolkingsdichtheid is dus 9,1 inwoners per km².
De onderstaande kaart toont de ligging van Poullignac met de belangrijkste infrastructuur en aangrenzende gemeenten.

## Demografie
Onderstaande figuur toont het verloop van het inwonertal (bron: INSEE-tellingen).